# Ferdinand Dümmler
Ferdinand Dümmler (* 23. Oktober 1777 in Battgendorf bei Kölleda; † 15. März 1846) war ein deutscher Buchhändler und Verleger.

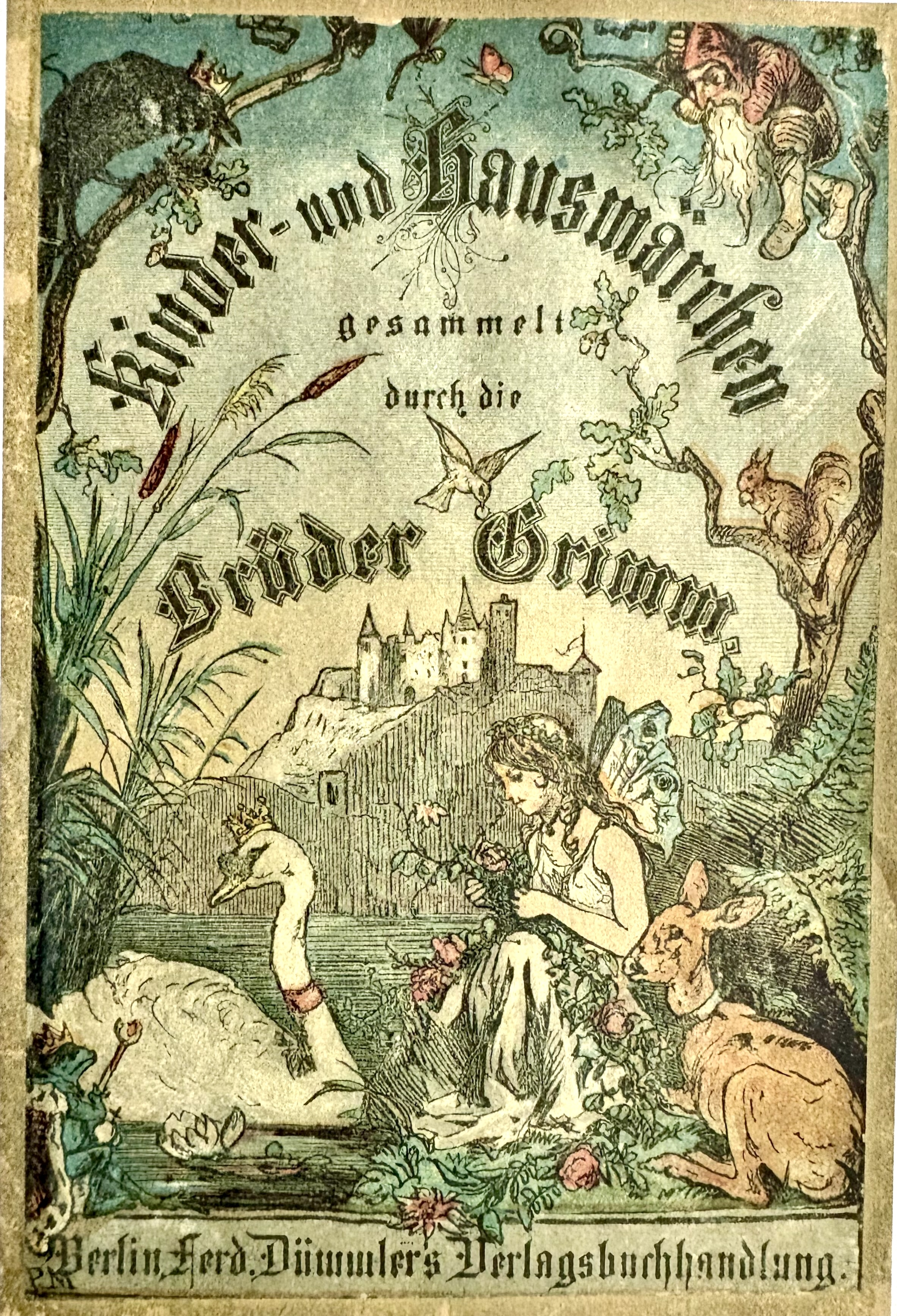
Grimms Märchen

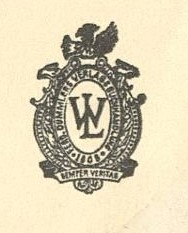
Verlagssignet (1910)

## Leben
Ferdinand Dümmler, Sohn eines Predigers, machte ab 1792 eine Buchhändlerlehre in Leipzig. Nach deren Ende wurde er im Jahr 1798 Angestellter in der Berliner Filiale der Lange’schen  Verlagsbuchhandlung, wo er Georg Andreas Reimer kennenlernte und zum Freund gewann. Im Jahr 1804 wurde er Geschäftsführer und stiller Kompagnon an der Dieterich’schen Verlagsbuchhandlung in Göttingen. Als Freiwilliger im Lützowschen Freikorps wurde er während des Gefechts bei Kitzen im Juni 1813 gefangen genommen, in Fenestrelle sowie Sisteron interniert und kam erst im April 1814 wieder frei.
Zum 1. Januar 1815 erwarb er das von Julius Eduard Hitzig 1808 begründete Verlagsgeschäft und setzte es unter der Firma „Ferd. Dümmlersche Verlagsbuchhandlung“ fort. Im selben Jahr heiratete er Caroline Friederike Reinhardt, Schwester der Ehefrau seines Freundes Georg Andreas Reimer. Mit ihr hatte er sieben Kinder, darunter den späteren Historiker Ernst Ludwig Dümmler. Die verlegerischen Tätigkeit Dümmlers war vielseitig. So verlegte er zum Beispiel im Jahr 1819 die Lebens-Ansichten des Katers Murr von E. T. A. Hoffmann, obwohl Dümmler, wie Hoffmann im Vorwort bemerkt, bis dahin „nicht unter seinen Autoren einen Kater gehabt“. Bis zu einem gewissen Grad spezialisierte sich der Verlag auf vergleichende Sprachwissenschaft und gab die Schriften der Königlich-Preußischen Akademie der Wissenschaften in Kommission heraus.
Ab 1821 wurde Ferdinand Dümmler zunächst zum Stadtverordneten-Stellvertreter, dann wiederholt zum Stadtverordneten der Berliner Stadtverordnetenversammlung gewählt. Von 1842 bis zu seinem Tod am 15. März 1846 war er unbesoldeter Stadtrat.
Der Standort des Verlags wechselte 1916 mit Konsul Antonio Lehmann (1871–1941) von Berlin nach Bonn, wo das Unternehmen in Ferd. Dümmlers Verlag umbenannt wurde, und (ab 1949 mit einem Verlagssignet von Heinrich Hußmann) bis zum Verkauf an den Kölner Stam-Verlag (1999) in der Kaiserstraße ansässig war.